# Францішек Радецький
Францішек Радецький ТІ (пол. Franciszek Salezy Józef Radecki; 29 січня 1850, Новий Яричів — 3 березня 1914, Станьонткі) — польський священник-єзуїт, педагог, настоятель Кристинопільського і Лаврівського василіянських монастирів під час Добромильської реформи.

## Життєпис
Народився 29 січня 1850 року в Новому Яричеві в сім'ї Якуба Радецького і Людовіки з дому Малиновська. 4 вересня 1865 року вступив до Товариства Ісуса на новіціят в Старій Весі. У 1872—1878 роках був вихователем і професором у Тернопільській колегії єзуїтів. Висвячений на священника 15 липня 1880 року. Повернувся до викладацької діяльності в Тернополі (1881—1888).
Упродовж 1889—1896 років Францішек Радецький був задіяний у проведені Добромильської реформи Василіянського Чину: був настоятелем у двох василіянських монастирях — Кристинопільському (приїхав 17 листопада 1888 до 1894 року) і Лаврівському (1894—1896). Потім був міністром у Кракові (1896—1899) і Старій Весі (1901—1905), віценастоятелем у Станьонтках (1905—1908), міністром у Тернополі (1908—1912) та операрієм у Станьонтках з 1912 року.
Помер 3 березня 1914 року в Станьонтках.

## Зауваги
1. ↑  Міністр (пол. minister — єзуїт, що відповідає за адміністративні і матеріальні справи колегії або резиденції. — Див. Encyklopedia wiedzy o jezuitach na ziemiach Polski i Litwy… — S. 425.
2. ↑  У Станьонтках при монастирі монахинь бенедиктинок упродовж 1833—1880 і 1899—1954 років діяла місійна станиця єзуїтів. — Див. Encyklopedia wiedzy o jezuitach na ziemiach Polski i Litwy... — S. 637.
3. ↑  Операрій (пол. operariusz — єзуїт-священник, що виконує душпастирські обов'язки: проповідування і уділення Святих Таїнств, та інші обов'язки в храмі. — Див. Encyklopedia wiedzy o jezuitach na ziemiach Polski i Litwy… — S. 475.